# Rally della Nuova Zelanda 2012
Il Rally della Nuova Zelanda, che si è corso dal 22 al 24 giugno, è stato il settimo della stagione 2012 e ha registrato la vittoria di Sébastien Loeb.

## Risultati

### Classifica
| Pos      | Pilota               | Co-pilota          | Auto                       | Tempo     | Distacco | Punti    |
| Generale | Generale             | Generale           | Generale                   | Generale  | Generale | Generale |
| -------- | -------------------- | ------------------ | -------------------------- | --------- | -------- | -------- |
| 1.       | Sébastien Loeb       | Daniel Elena       | Citroën DS3 WRC            | 4:04:51.2 | 0.0      | 26       |
| 2.       | Mikko Hirvonen       | Jarmo Lehtinen     | Citroën DS3 WRC            | 4:05:20.8 | 29.6     | 18       |
| 3.       | Petter Solberg       | Chris Patterson    | Ford Fiesta RS WRC         | 4:06:27.6 | 1:36.4   | 17       |
| 4.       | Evgeny Novikov       | Denis Giraudet     | Ford Fiesta RS WRC         | 4:07:04.8 | 2:13.6   | 12       |
| 5.       | Thierry Neuville     | Nicolas Gilsoul    | Citroën DS3 WRC            | 4:07:33.6 | 2:42.4   | 10       |
| 6.       | Dani Sordo           | Carlos del Barrio  | Mini John Cooper Works WRC | 4:07:54.3 | 3:03.1   | 8        |
| 7.       | Jari-Matti Latvala   | Miikka Anttila     | Ford Fiesta RS WRC         | 4:09:44.1 | 4:52.9   | 9        |
| 8.       | Armindo Araújo       | Miguel Ramalho     | Mini John Cooper Works WRC | 4:14:27.6 | 9:36.4   | 4        |
| 9.       | Ken Block            | Alex Gelsomino     | Ford Fiesta RS WRC         | 4:15:21.5 | 10:30.3  | 2        |
| 10.      | Manfred Stohl        | Ilka Minor         | Ford Fiesta RS WRC         | 4:16:17.5 | 11:26.3  | 1        |
| SWRC     |                      |                    |                            |           |          |          |
| 1. (12.) | Hayden Paddon        | John Kennard       | Škoda Fabia S2000          | 4:20:17.4 | 0.0      | 25       |
| 2. (23.) | Per-Gunnar Andersson | Emil Axelsson      | Proton Satria Neo S2000    | 4:53:37.1 | +33:19.7 | 18       |
| 3. (26.) | Maciej Oleksowicz    | Andrzej Obrebowski | Ford Fiesta S2000          | 5:03:55.3 | +43:37.9 | 15       |
| 4. (28.) | Yazeed Al-Rajhi      | Michael Orr        | Ford Fiesta RRC            | 5:10:02.5 | +49:45.1 | 12       |
| PWRC     |                      |                    |                            |           |          |          |
| 1. (16.) | Marcos Ligato        | Rubén García       | Subaru Impreza WRX STi     | 4:35:20.9 | 0.0      | 25       |
| 2. (18.) | Subhan Aksa          | Jeff Judd          | Mitsubishi Lancer Evo X    | 4:41:11.7 | +5:50.8  | 18       |
| 3. (19.) | Ricardo Triviño      | Àlex Haro          | Mitsubishi Lancer Evo IX   | 4:42:27.9 | +7:07.0  | 15       |
| 4. (20.) | Valeriy Gorban       | Andriy Nikolaiev   | Mitsubishi Lancer Evo IX   | 4:43:30.3 | +8:09.4  | 12       |
| 5. (22.) | Gianluca Linari      | Nicola Arena       | Subaru Impreza WRX STi     | 4:53:33.1 | +18:12.2 | 10       |
| 6. (27.) | Louise Cook          | Stefan Davis       | Ford Fiesta ST             | 5:07:21.3 | +32:00.4 | 8        |

### Prove speciali
| Giorno                 | Prova | Ora   | Nome                                   | Lunghezza | Vincitore          | Tempo   | V. media    | Leader del rally   |
| ---------------------- | ----- | ----- | -------------------------------------- | --------- | ------------------ | ------- | ----------- | ------------------ |
| Frazione 1 (22 giugno) | PS1   | 8:28  | Te Hutewai 1                           | 11.18 km  | Jari-Matti Latvala | 7:38.4  | 87.80 km/h  | Jari-Matti Latvala |
| Frazione 1 (22 giugno) | PS2   | 8:51  | Brother Whaanga Coast 1                | 29.67 km  | Mikko Hirvonen     | 20:51.8 | 85.32 km/h  | Mikko Hirvonen     |
| Frazione 1 (22 giugno) | PS3   | 10:24 | Te Akau South 1                        | 31.82 km  | Sébastien Loeb     | 18:21.9 | 103.96 km/h | Mikko Hirvonen     |
| Frazione 1 (22 giugno) | PS4   | 11:07 | Te Akau North 1                        | 32.13 km  | Sébastien Loeb     | 17:04.3 | 112.92 km/h | Mikko Hirvonen     |
| Frazione 1 (22 giugno) | PS5   | 13:33 | Te Hutewai 2                           | 11.18 km  | Sébastien Loeb     | 7:33.5  | 88.75 km/h  | Mikko Hirvonen     |
| Frazione 1 (22 giugno) | PS6   | 13:56 | Brother Whaanga Coast 2                | 29.67 km  | Mikko Hirvonen     | 20:41.3 | 86.04 km/h  | Mikko Hirvonen     |
| Frazione 1 (22 giugno) | PS7   | 15:29 | Te Akau South 2                        | 31.82 km  | Sébastien Loeb     | 18:09.9 | 105.10 km/h | Mikko Hirvonen     |
| Frazione 1 (22 giugno) | PS8   | 16:12 | Te Akau North 2                        | 32.13 km  | Sébastien Loeb     | 16:54.1 | 114.05 km/h | Sébastien Loeb     |
| Frazione 2 (23 giugno) | PS9   | 9:13  | Batley                                 | 17.61 km  | Petter Solberg     | 9:45.3  | 108.31 km/h | Sébastien Loeb     |
| Frazione 2 (23 giugno) | PS10  | 10:01 | Brother Mititai 1                      | 23.22 km  | Jari-Matti Latvala | 12:14.4 | 113.82 km/h | Sébastien Loeb     |
| Frazione 2 (23 giugno) | PS11  | 10:34 | Girls High School 1                    | 26.99 km  | Petter Solberg     | 15:34.6 | 103.96 km/h | Sébastien Loeb     |
| Frazione 2 (23 giugno) | PS12  | 14:02 | Waipu Gorge                            | 11.38 km  | Sébastien Loeb     | 6:34.2  | 103.92 km/h | Sébastien Loeb     |
| Frazione 2 (23 giugno) | PS13  | 14:25 | Brooks                                 | 13.6 km   | Sébastien Loeb     | 8:00.7  | 101.85 km/h | Sébastien Loeb     |
| Frazione 2 (23 giugno) | PS14  | 15:08 | Brother Mititai 1                      | 23.22 km  | Jari-Matti Latvala | 12:13.6 | 113.94 km/h | Sébastien Loeb     |
| Frazione 2 (23 giugno) | PS15  | 15:41 | Girls High School 1                    | 26.99 km  | Mikko Hirvonen     | 15:36.2 | 103.79 km/h | Sébastien Loeb     |
| Frazione 3 (24 giugno) | PS16  | 8:08  | Burnside / Wech Access 1               | 7.30 km   | Thierry Neuville   | 4:13.6  | 103.62 km/h | Sébastien Loeb     |
| Frazione 3 (24 giugno) | PS17  | 8:26  | Brother Puhoi 1                        | 17.94 km  | Thierry Neuville   | 10:22.6 | 103.73 km/h | Sébastien Loeb     |
| Frazione 3 (24 giugno) | PS18  | 9:44  | SSS Auckland Domain 1                  | 2.05 km   | Dani Sordo         | 1:44.0  | 70.96 km/h  | Sébastien Loeb     |
| Frazione 3 (24 giugno) | PS19  | 11:28 | SSS Auckland Domain 2                  | 2.05 km   | Dani Sordo         | 1:41.7  | 72.56 km/h  | Sébastien Loeb     |
| Frazione 3 (24 giugno) | PS20  | 12:36 | Brother Puhoi 2                        | 17.94 km  | Thierry Neuville   | 10:22.2 | 103.80 km/h | Sébastien Loeb     |
| Frazione 3 (24 giugno) | PS21  | 13:09 | Auckland Conventions Ahuroa            | 6.75 km   | Jari-Matti Latvala | 3:58.6  | 101.84 km/h | Sébastien Loeb     |
| Frazione 3 (24 giugno) | PS22  | 13:40 | Burnside / Wech Access 2 (Power Stage) | 7.30 km   | Jari-Matti Latvala | 4:14.3  | 103.34 km/h | Sébastien Loeb     |

### Power Stage
| Pos | Pilota             | Co-pilota       | Auto               | Tempo  | Distacco | V. media    | Punti |
| --- | ------------------ | --------------- | ------------------ | ------ | -------- | ----------- | ----- |
| 1.  | Jari-Matti Latvala | Miikka Anttila  | Ford Fiesta RS WRC | 4:14.3 | 0.0      | 103.34 km/h | 3     |
| 2.  | Petter Solberg     | Chris Patterson | Ford Fiesta RS WRC | 4:15.8 | 1.5      | 102.74 km/h | 2     |
| 3.  | Sébastien Loeb     | Daniel Elena    | Citroën DS3 WRC    | 4:16.0 | 1.7      | 102.66 km/h | 1     |

## Classifiche Mondiali

### Piloti
| Pos | Pilota                   | Punti |
| --- | ------------------------ | ----- |
| 1   | Sébastien Loeb           | 145   |
| 2   | Mikko Hirvonen           | 107   |
| 3   | Petter Solberg           | 90    |
| 4   | Mads Østberg             | 80    |
| 5   | Evgeny Novikov           | 55    |
| 6   | Jari-Matti Latvala       | 54    |
| 7   | Martin Prokop            | 36    |
| 8   | Thierry Neuville         | 32    |
| 9   | Dani Sordo               | 29    |
| 10  | Nasser Al-Attiyah        | 23    |
| 11  | Sébastien Ogier          | 22    |
| 12  | Ott Tänak                | 18    |
| 13  | Armindo Araújo           | 11    |
| 14  | François Delecour        | 8     |
| 15  | Dennis Kuipers           | 8     |
| 16  | Pierre Campana           | 6     |
| 17  | Henning Solberg          | 6     |
| 18  | Yazeed Al-Rahji          | 4     |
| 19  | Patrik Sandell           | 4     |
| 20  | Ken Block                | 4     |
| 21  | Jari Ketomaa             | 2     |
| 22  | Eyvind Brynildsen        | 1     |
| 23  | Ricardo Triviño          | 1     |
| 24  | Peter van Merksteijn Jr. | 1     |
| 25  | Abdulaziz Al-Kuwari      | 1     |
| 26  | Manfred Stohl            | 1     |

### Costruttori
| Pos | Team                                  | Punti |
| --- | ------------------------------------- | ----- |
| 1   | Citroën Total World Rally Team        | 237   |
| 2   | Ford World Rally Team                 | 144   |
| 3   | M-Sport Stobart Ford World Rally Team | 103   |
| 4   | Qatar World Rally Team                | 47    |
| 5   | Citroën Junior World Rally Team       | 42    |
| 6   | Adapta World Rally Team               | 27    |
| 7   | Mini WRC Team                         | 26    |
| 8   | Brazil World Rally Team               | 16    |

### Piloti S-WRC
| Pos | Pilota               | Punti |
| --- | -------------------- | ----- |
| 1   | Hayden Paddon        | 62    |
| 2   | Craig Breen          | 43    |
| 3   | Per-Gunnar Andersson | 43    |
| 4   | Maciej Oleksowicz    | 41    |
| 5   | Yazeed Al-Rajhi      | 22    |
| 6   | Pontus Tidemand      | 15    |
| 7   | Pedro Meireles       | 15    |
| 8   | Alister McRae        | 6     |

### Piloti P-WRC
| Pos | Pilota            | Punti |
| --- | ----------------- | ----- |
| 1   | Benito Guerra     | 62    |
| 2   | Valeriy Gorban    | 52    |
| 3   | Suban Aksa        | 42    |
| 4   | Michał Kościuszko | 40    |
| 5   | Marcos Ligato     | 37    |
| 6   | Nicolás Fuchs     | 36    |
| 7   | Louise Cook       | 34    |
| 8   | Gianluca Linari   | 32    |
| 9   | Ricardo Triviño   | 30    |
| 10  | Lorenzo Bertelli  | 14    |
| 11  | Rodrigo Salgado   | 10    |
| 12  | Ezequiel Campos   | 8     |
| 13  | Ramona Karlsson   | 8     |